# Гордость и предубеждение (телесериал, 1980)
«Го́рдость и предубежде́ние» (англ. Pride and Prejudice) — телевизионная экранизация произведения «Гордость и предубеждение» английской писательницы Джейн Остин телеканалом Би-би-си в 1980 году. Сам роман вышел в свет в 1813 году.
Сериал насчитывает 5 эпизодов. В постановке участвовали такие драматические актёры Туманного Альбиона, как Элизабет Гарви (Элизабет Беннет) и Дэвид Ринтул (Фицуильям Дарси). Сериал транслировался американским телеканалом Public Broadcasting Service как часть театрального шедевра.
Новелла является одной из многочисленных адаптаций этого романа телеканалом Би-би-си. Другие версии выходили в эфир в 1938, 1952, 1958, 1967 и 1995 годах.

## В ролях
- Дэвид Ринтул — Фицуильям Дарси
- Элизабет Гарви — Элизабет Беннет
- Марша Фицалан-Говард[англ.] — Кэролайн Бингли
- Осмунд Буллок — Чарльз Бингли
- Сабина Франклин — Джейн Беннет
- Питер Сеттлен — Джордж Уикхем
- Натали Огл — Лидия Беннет
- Клэр Хиггинс — Китти Беннет
- Тесса Пик-Джонс — Мэри Беннет
- Морэй Уотсон — Мистер Беннет
- Присцилла Морган — Миссис Беннет
- Эмма Джейкобс — Джорджиана Дарси
- Десмонд Адамс — полковник Фицуильям
- Джуди Парфитт — Леди Кэтрин де Бёр
- Моир Лесли — Анна де Бёр
- Малкольм Ренни — Уильям Коллинз
- Ирен Ричард — Шарлотта Лукас
- Питер Хауэлл — Сэр Уильям Лукас
- Элизабет Стюарт — Леди Лукас
- Ширли Кейн — Миссис Филипс
- Майкл Лиз — Мистер Гардинер
- Барбара Шелли — Миссис Гардинер
- Дженнифер Грэнвилл — Луиза Хёрст
- Эдвард Артур — Мистер Хёрст